# Marilia sumatrana
Marilia sumatrana är en nattsländeart som beskrevs av Georg Ulmer 1951. Marilia sumatrana ingår i släktet Marilia och familjen böjrörsnattsländor. Inga underarter finns listade i Catalogue of Life.